# Thomas Rhodin
Thomas Rhodin (* 8. April 1971 in Karlstad) ist ein ehemaliger schwedischer Eishockeyspieler, der während seiner aktiven Karriere unter anderem für Färjestad BK in der Elitserien aktiv war und mehrfacher schwedischer Eishockeymeister wurde. Für sein Heimatland spielte er 2001 bis 2005 in der Nationalmannschaft „Tre Kronor“ und nahm bei mehreren Weltmeisterschaften teil.

## Karriere
Rhodin begann seine Karriere 1989 in der schwedischen Elitserien beim Färjestad BK. Dort spielte er bis 1997 und war in dieser Zeit Stammspieler. In den Jahren 1993 und 1994 gewann er mit den Schweden den Spengler Cup. Die Saison 1996/97 war seine letzte und zugleich beste im Trikot von Färjestad BK. In insgesamt 64 Ligapartien konnte der Verteidiger 38 Scorerpunkte erzielen. Damit hatte er großen Anteil am Meistertitel, den er mit seinem Klub in derselben Saison gewann. Im Sommer 1997 unterschrieb er einen Vertrag bei den Eisbären Berlin aus der Deutschen Eishockey Liga. Mit den Eisbären erreichte er 1999 den dritten Platz bei der European Hockey League. Rhodin stand drei Spielzeiten für die Berliner auf dem Eis und absolvierte dabei 174 DEL-Spiele, in denen er 99 Mal punkten konnte.
Anschließend wechselte er zur Saison 2003/04 in die Schweizer Nationalliga A, wo er folglich drei Spielzeiten für den HC Fribourg-Gottéron aktiv war. 2005 kehrte er in seine schwedische Heimat zu Färjestad BK zurück. In den Jahren 2002, 2006 und 2009 gewann er mit dem Verein die Meisterschaft. Die Saison 2009/10 verbrachte der Verteidiger bei Leksands IF in der HockeyAllsvenskan, bevor er im Anschluss seine Karriere beendete.
Seit 2018 ist Rhodin als Sportchef und seit 2021 als Assistenztrainer wieder bei seinem Heimatverein Färjestad BK tätig.

## Erfolge und Auszeichnungen
| - 1993 Spengler-Cup-Sieger mit Färjestad BK - 1994 Spengler-Cup-Sieger mit Färjestad BK - 1997 Schwedischer Meister mit Färjestad BK - 1999 Dritter Platz bei der European Hockey League mit den Eisbären Berlin - 2002 Bronzemedaille bei der Weltmeisterschaft - 2002 All-Star Team der Weltmeisterschaft | - 2002 Schwedischer Meister mit Färjestad BK - 2002 Elitserien All-Star Team - 2003 Silbermedaille bei der Weltmeisterschaft - 2003 Elitserien All-Star Team - 2006 Schwedischer Meister mit Färjestad BK - 2009 Schwedischer Meister mit Färjestad BK |